# Митохондриальный транспортер фолата
Митохондриальный транспортер фолата (МТФ) — транспортный белок, обеспечивающий доставку тетрагидрофолата внутрь митохондрий посредством переноса сквозь внутреннюю мембрану. МТФ кодируется геном SLC25A32 и принадлежит к суперсемейству митохондриальных транспортных белков, которые, в свою очередь, принадлежат к семейству транспортёров растворённых веществ № 25.

## История
Митохондриальный транспортёр фолата был впервые описан в 2000 году.

## Заболевания
Мутации гена SLC25A32 вызывают состояние, предварительно названное «непереносимость физической нагрузки, купируемая рибофлавином» (англ. riboflavine-responsive exercise intolerance, RREI), также известное как недостаточность SLC25A32. Первый пациент с заболеванием был описан в 2016 году, после чего в научной литературе появились новые описания клинических случаев. Клиническая картина при заболевании напоминает картину при глутарацидемии II типа, также известной как «множественная недостаточность ацил-КоА-дегидрогеназы».
Согласно обзору, опубликованному в 2020 году, мутации гена SLC25A32 вызывают дефекты развития нервной трубки в мышиной модели, при этом повторное секвенирование ДНК в когорте лиц, страдавших дефектами развития нервной трубки, выявило несколько пациентов с мутациями гена.